# Prithviraj Kapoor
Pour les articles homonymes, voir Kapoor.
Prithviraj Kapoor, né à Lyallpur (Indes britanniques, actuellement Faisalabad, province du Punjab, au Pakistan) le 3 novembre 1906 et mort à Bombay (Maharashtra, Inde) le 29 mai 1972, est un comédien indien, pionnier du cinéma hindi, membre fondateur de l'Indian People's Theatre Association (en) (IPTA) et fondateur en 1944 du théâtre Prithv (en), une compagnie de théâtre ambulant basée à Mumbai.

## Biographie
Prithviraj Kapoor est aussi le patriarche de la famille Kapoor qui comporte quatre générations qui, à commencer par lui, ont joué un rôle actif dans l'industrie du cinéma hindi. Le gouvernement indien lui a décerné le Padma Bhushan en 1969 et le prix Dadasaheb Phalke en 1971 pour ses contributions envers le cinéma indien.

## Filmographie
- 1929 : Be Dhari Talwar
- 1930 : Sher-e-Arab
- 1930 : Prince Vijaykumar
- 1930 : Cinema Girl
- 1931 : Draupadi : Arjuna
- 1931 : Blood Feud
- 1931 : Alam Ara
- 1932 : Dagabaz, Ashiq
- 1933 : Ramayan
- 1933 : Rajrani Meera : King of Mewad
- 1934 : Seeta : Ram
- 1934 : Daku Mansur
- 1935 : Inquilab
- 1936 : Manzil : Suresh
- 1936 : Grihadah : Suresh (Hindi version)
- 1937 : Milaap
- 1937 : Bidyapati : King Shiva Singha
- 1937 : Anath Ashram : Ranjit
- 1938 : Dharti Mata
- 1938 : Abhagin : Promode
- 1939 : Sapera
- 1939 : Adhuri Kahani : Somnath
- 1940 : Pagal : Dr. Vasant
- 1940 : Deepak Mahal
- 1940 : Deepak
- 1940 : Chingari
- 1941 : The Court Dancer: Raj Narkati : Prince Chandrakriti (Hindi version)
- 1941 : Sikandar : Alexandre le Grand
- 1942 : Ek Raat
- 1942 : Chauranghee
- 1943 : Ishara
- 1943 : Gauri
- 1943 : Aankh Ki Sharm
- 1944 : Maharathi Karna : Karna
- 1945 : Vikramaditya
- 1945 : Shri Krishn Arjun Yuddha
- 1945 : Phool
- 1945 : Devdasi
- 1946 : Valmiki
- 1946 : Prithviraj Samyogita
- 1948 : Azadi Ki Raah Par
- 1950 : Dahej : Thakur (Chanda's dad)
- 1951 : Awaara : Justice Raghunath
- 1952 : Insaan
- 1952 : Chhatrapati Shivaji : Raja Jaisingh
- 1952 : Anand Math : Satyananda
- 1953 : Aag Ka Dariya
- 1954 : Ehsan
- 1957 : Paisa (aussi réalisateur)
- 1957 : Pardesi
- 1958 : Lajwanti
- 1960 : Mughal-E-Azam : Emperor Akbar
- 1961 : Senapati : Senapati
- 1963 : Rustom Sohrab : Rustom Zabuli
- 1963 : Pyaar Kiya To Darna Kya
- 1963 : Harishchandra Taramati : King Harishchandra
- 1964 : Zindagi : Rai Bahadur Gangasaran
- 1964 : Jahan Ara : Shah Jahan
- 1964 : Gazal : Nawab Bakar Ali Khan
- 1964 : Rajkumar : Maharaja
- 1965 : Sikandar E Azam : Porus
- 1965 : Shree Ram Bharat Milan : Raja Dashrath
- 1965 : Lootera : Shah Zaman
- 1965 : Khakaan
- 1965 : Janwar : Mr. Srivastava
- 1965 : Jahan Sati Wahan Bhagwan : Maharaja Karamdham
- 1965 : Aasmaan Mahal : Asmaan
- 1966 : Yeh Raat Phir Na Aaygi : Professor
- 1966 : Sher E Afghan
- 1966 : Shankar Khan
- 1966 : Love and Murder
- 1966 : Lal Bangla
- 1966 : Insaaf : Judge
- 1966 : Daku Mangal Singh
- 1967 : Shamsher
- 1967 : Shamsheer
- 1968 : Teen Bahuraniyan : Dinanath
- 1968 : Balram Shri Krishna
- 1969 : Sati Sulochana : Param Shivbhakt Lankeshwar Ravan
- 1969 : Nanak Nam Jahaz Hai : Gurmukh Singh
- 1969 : Nai Zindagi
- 1969 : Insaaf Ka Mandir
- 1970 : Nanak Dukhiya Sub Sansar : Giani
- 1970 : Gunah Aur Kanoon
- 1970 : Ek Nanhi Munni Ladki Thi
- 1970 : Heer Raanjha : The King
- 1971 : Sher E Watan
- 1971 : Sakshatkara
- 1971 : Padosi
- 1971 : Kal Aaj Aur Kal : Diwan Bahadur Kapoor
- 1972 : Naag Panchami : Maharaj Chandradhar
- 1972 : Mele Mitran De
- 1972 : Baankelal
- 1973 : Naya Nasha : Rana
- 1976 : Bombay by Nite